# Нигровский, Иван Павлович
Иван Павлович Нигровский (25 ноября 1860, слобода Александровка, Острогожский уезд, Воронежская губерния — декабрь 1921, станица Атаманская, Астраханские уезд и губерния) — протоиерей Православной Российской Церкви, настоятель храмов Астраханской епархии, окружной благочинный миссионер.

## Биография
Родился в семье священника. Обвенчан с Марией Дорофеевной Кузнецовой, дети: Валентина, Николай, Антонина, Иван, Нина.
Окончил Воронежскую духовную семинарию (1882). Законоучитель в сельской школе на родине (1882).
Иерей в Донском храме села Косика Енотаевского уезда Астраханской губернии, законоучитель в мужском и женском станичных училищах, член Астраханского Кирилло-Мефодиевского православного братства (1883), наблюдатель за церковно-приходскими школами 6-го (1884), затем 12-го (1886) благочиннических округов.
Настоятель Покровского храма и законоучитель в церковно-приходской школе слободы Средняя Ахтуба Царёвского уезда (1886).
Настоятель Покровского храма в селе Ремонтное Черноярского уезда, благочинный 9-го (впоследствии 3-го) округа, член Черноярского отделения епархиального училищного совета, законоучитель в сельском училище и женской церковно-приходской школе, противораскольнический и противосектантский миссионер 6-го округа 2-го участка (1891), затем 1-го округа 1-го участка (1900) Астраханской епархии, действительный член Православного миссионерского общества (1897).
Настоятель Спасо-Преображенского храма в станице Атаманская Астраханского уезда, законоучитель в местных начальных училищах, заведующий Атаманской и Ново-Солянской церковно-приходскими школами (1899–1917).
Пожизненный член-сотрудник Императорского православного миссионерского общества (1900), председатель комиссии по строительству Скорбященского храма на Форпостинском кладбище (1901), благочинный 1-го округа Астраханского уезда, член Астраханского отделения епархиального училищного совета (1902–1916), председатель уездной Санитарно-исполнительной подкомиссии на Архиерейском посёлке, почётный член Общества хоругвеносцев Успенского кафедрального собора в Астрахани (1904), заведующий воскресных мужской и женской школ для взрослых (1905), председатель комиссии для проверки епархиального свечного завода, член комиссии по подготовке епархиального съезда духовенства и церковных старост (1906).
Протоиерей, духовный следователь 1-го округа Астраханского уезда (1908), член Комитета попечительства о народной трезвости, делегат Всероссийского съезда практических деятелей по борьбе с алкоголизмом (1912), законоучитель во 2-м мужском министерском училище (1913).
В 1918 году член Поместного собора Православной российской церкви по избранию от Астраханской епархии как заместитель И. И. Великанова, участвовал во 2-й сессии.
В марте 1919 года арестован как заложник, освобождён по требованию народа.
Скончался от холеры, заразившись при исповедании и причащении больных. Похоронен на Трусовском кладбище, близ Спасо-Преображенского храма в станице Атаманская.

## Награды
Набедренник (1887), скуфья (1890), камилавка (1895), наперсный крест (1899), палица (1918), орден Святой Анны 3-й (1904) и 2-й степени (1914).

## Сочинения
- Доклад в правление Кассы взаимопомощи духовенства Астраханской епархии // ГА Астраханской обл. Ф. 740. Оп. 1. Д. 11. Л. 29–30 об.
- Слобода Александровка // Астраханские епархиальные ведомости. 1885. № 14, 16.
- Несколько слов в пользу Астраханского казачества // Астраханские епархиальные ведомости. 1886. № 23.
- День праздника Преображения Господня на Форпосте // Астраханские епархиальные ведомости. 1902. № 17.
- Астраханское Кирилло-Мефодиевское братство как рассадник дел духовной милости епархии; Светлый день в приходе Атаманской (Форпостинской) Спасо-Преображенской церкви // Астраханские епархиальные ведомости. 1904. № 12, 21.
- Священник Василий Гаврилович Кортнев // Астраханские епархиальные ведомости. 1911. № 19.
- Давний долг собрату по поводу статьи «Готовая проповедь или живое слово?» // Астраханские епархиальные ведомости. 1912. № 27.
- Поучение о даровании победы русскому воинству // Астраханские епархиальные ведомости. 1915. № 21/22.